# 岩国-五日市断層帯
岩国-五日市断層帯（いわくに-いつかいちだんそうたい）は、山口県東部から広島県南西部に位置する活断層。

## 概要
己斐断層区間と五日市断層区間、岩国断層区間から構成される断層帯。
活断層研究会は五日市断層を活動度B級の活断層と認定。己斐断層についても活動度C級の活断層と認定している。
また、五日市断層と己斐断層については国が長期評価を行っている。

### 己斐断層区間
広島市安佐南区から広島市西区の沖合に位置する右横ずれ断層。長さは約23キロメートル。最新活動時期は約2万3千年前以前であった可能性がある。平均活動間隔は不明である。

### 五日市断層区間
広島市安佐北区から佐伯区を経て広島県廿日市市に位置する。長さは約27キロメートル。
北北東から南南西方向にかけて延びる、右横ずれ断層。西側隆起の逆断層成分を伴う。
最新の活動時期は7世紀以後、12世紀以前であったとされるが、平均活動間隔は不明。

### 岩国断層区間
広島県大竹市から山口県周南市に位置する右横ずれ断層。長さは約46キロメートル。最新活動時期は約1万年から1万1千年前であったと推定されている。平均的活動間隔は約9千年から1万8千年であった可能性があるとされている。

## 想定被害
いずれの断層区間も、別々に活動すると推定されるが、複数区間が同時に活動する場合も否定できないされる。
その場合はマグニチュード7.9から8.0程度の地震が発生する可能性がある。
己斐断層区間と五日市断層区間ではデータが得られていないため将来的に地震が発生する長期確率は不明である。
五日市断層は己斐断層よりも規模が大きい為、地震が発生した場合に広島市や廿日市市を中心とした地域に影響が大きく、より広範囲に影響を及ぼすとの見方もある。
広島市は、五日市断層・己斐断層による直下型の地震が発生した場合、最大で中区の93パーセントが液状化し、約2500棟が全壊すると予想している。

### 己斐断層区間
マグニチュード7.1程度の地震が発生する可能性がある。この時、2メートル程度の右横ずれを生じる可能性がある。
政府の地震調査委員会が試算した今後30年以内にM6.8以上の地震が起こる確率は0.7％（仮定値）。

### 五日市断層区間
マグニチュード7.2程度（兵庫県南部地震並）の地震が発生する可能性がある。この時、3メートル程度の右横ずれを生じる可能性がある。
政府の地震調査委員会が試算した今後30年以内にM6.8以上の地震が起こる確率は0.5％（仮定値）。

### 岩国断層区間
マグニチュード7.6程度の地震が発生する可能性がある。この時、5メートル程度の右横ずれを生じる可能性がある。
地震の発生する確率が日本の活断層の中では、やや高いグループに属する。

#### 発生確率
- 30年以内に0.03%〜2%[1]
- 50年以内に0.05%〜3%
- 100年以内に0.1%〜6%
- 300年以内に0.4%〜20%